# آگوستنبرگ
آگوستنبرگ (به لاتین: Augstenberg) یک کوه در سوئیس است که در گالتور واقع شده‌است. آگوستنبرگ ۳٬۲۳۰ متر بالاتر از سطح دریا واقع شده‌است.